# Astenospèrmia
L'astenospèrmia o astenozoospèrmia és el terme mèdic per la disminució de la motilitat espermatozoides en l'esperma. Aquesta disminució de la qualitat de l'esperma és una de les principals causes d'infertilitat o de fertilitat reduïda, en els homes. Un mètode per augmentar la possibilitat d'embaràs és la microinjecció espermàtica. L'astenospèrmia es defineix com una motilitat total dels espermatozoides inferior al 40% o una motilitat progressiva ràpida inferior al 32%.
L'astenospèrmia completa, és a dir, un 100% d'espermatozoides immòbils a l'ejaculat, es troba en una freqüència d'1 de 5.000 homes. Entre les causes hi ha deficiències metabòliques, anomalies ultraestructurals del flagel (discinèsia ciliar primària) i necrospèrmia. El percentatge d’espermatozoides viables en l'astenospèrmia completa varia entre el 0 i el 100%.